# Ниммік Валло Юханович
Валло Юханович Ниммік (19 серпня 1913, місто Раквере, тепер Естонія — ?) — радянський естонський діяч, змінний майстер цементного заводу «Пунане Кунда» міста Раквере Естонської РСР. Депутат Верховної Ради СРСР 3-го скликання.

## Життєпис
Народився в родині муляра. Незабаром після народження разом із родиною переїхав на мизу Кунда, де батько працював наймитом, а з 1918 року — поденним робітником Кундаського цементного заводу.
Валло Ниммік закінчив чотири класи початкової школи. З чотирнадцятирічного віку наймитував у заможних селян волості Варанду. З осені 1931 року працював на сланцевій шахті «Уб'я».
З липня 1941 по 1945 рік служив у Червоній армії, учасник німецько-радянської війни. Був навідником та зарядником батареї 45-мм гармат 917-го стрілецького полку 249-ї стрілецької дивізії. Брав участь у боях біля Великих Лук, Нарви та на острові Сааремаа. У 1945 році був важко поранений, а в травні 1946 року — демобілізований.
З 1946 року — змінний майстер цементного заводу «Пунане Кунда» міста Раквере. Працював на цементному млині, використовував стахановські методи праці, перевиконував норми.
Подальша доля невідома. На 1985 рік — на пенсії в місті Раквере.

## Нагороди
- орден Леніна
- орден Вітчизняної війни ІІ ст. (6.04.1985)
- медаль «За бойові заслуги» (3.10.1944)
- медалі